# الستر مک‌کورکودیل
الستر مک‌کورکودیل (انگلیسی: Alastair McCorquodale; ۵ دسامبر ۱۹۲۵ – ۲۷ فوریهٔ ۲۰۰۹) ورزشکار دو و میدانی اهل بریتانیا بود.